# El gladiador de Chueca
El gladiador de Chueca es una novela del escritor español Carlos Sanrune, editada por primera vez en 1992 y reeditada en 1996 y 1998. Se tradujo al francés en 2003, con el título de Fleur de macadam (Editions Dans L'Engranage). En junio de 2013 volvió a reeditarse en España, esta vez a cargo de la Editorial Egales.

## Argumento
La novela relata la vida de un joven en un internado de curas y sus posteriores peripecias como chapero en el Madrid de la década de 1990.

## Recepción crítica
Los críticos han señalado el parentesco de la obra con las novelas picarescas y con el realismo sucio. Lawrence Schimel destacó el contenido sexual del libro y la oportunidad de su publicación, justo cuando en el barrio de Chueca proliferaron los establecimientos gais y se convirtió en el lugar de referencia del movimiento homosexual madrileño. Precisamente en la década de 1990 empezaron a publicarse en España numerosas obras literarias destinadas a un público gay.
Según Óscar Escámez, esta novela tiene escasa calidad y está escrita con descuido. "El autor se burló de los manuales más elementales de ortografía para meter [su novela] en una vereda narrativa reducida a su mínima expresión"; además, el protagonista representa uno de “los casos más fragrantes de salvaje autonegación afectivoerótica de nuestra reciente literatura”. Otros autores como José Miguel G. Cortés y Juan Vicente Aliaga también juzgaron negativamente la novela y la caracterización del protagonista. Alberto Mira, sin embargo, apreció que el estilo desaliñado del texto era premeditado y afirmó que era una de las primeras novelas españolas en las que la homosexualidad se trataba desde una óptica realista y a la vez positiva. "Aquí encontramos una voz que no es afeminada, un tratamiento  franco del sexo y de los problemas del mundo real". Chris Perrian la estudia para “establecer los parámetros y la dinámica de un género literario español pensado por y para la homosexualidad”. Sobre esta novela afirma que el protagonista “busca la identidad y la recuperación del auténtico afecto, a través de un monólogo espontáneo”, y que es una obra de estructura “subversiva e innovadora al entroncarse con la novela picaresca”. Este autor, al tratar sobre la aparente autonegación de la homosexualidad del protagonista, afirma: “Esta diferenciación le es necesaria: para su autoprotección en la escuela, durante el servicio militar y para mantener una imagen vendible como prostituto”. 
Luis Mora Álvarez analiza el papel de antihéroe de su protagonista, el cual 

siempre se muestra como una persona libre de turbaciones morales y sociales que inicia su viaje o aventura simbólica en la prostitución, como una oportunidad para sobrevivir y para satisfacer sus necesidades sexuales y, sobre todo, disfrutar de su libertad [...] La novela se convierte así en una sátira del orden social porque da a conocer una realidad contemporánea, en donde el antihéroe está atrapado en una sociedad hegemónica. Por eso, el gladiador destruye los estereotipos clásicos de la identidad masculina, al introducir una serie de elementos típicamente rechazados por la hegemonía masculina. Esta obra juega un papel importante en la construcción social de la realidad, porque la representación del antihéroe puede ser utilizada para fines expresivos, situaciones humorísticas y marginalmente irónicas; así convierte a la historia en una sátira del orden social.